# Микеле Стено
Микеле Стено или Микеле Стен (Венеција, 1331. - Венеција, 26. децембра 1413), био је 63. млетачки дужд (1400. - 1413) и потицао је из једне не тако богате и не тако познате старе млетачке породице. За време његове владавине Млетачка република се проширила по Оријенту, Венету и повратио поседе у Далмацији које је Република изгубила још 1358. године.

## Детињство и младост
Био је амбициозан да постане дужд и 1356. године осудио је дужда Марина Фалијера на смрт. Године 1478. постао је подеста Пуле. Дуго није успевао да добије вишу титулу док се није истакао у рату за Кјођу, тако што је 1379. поразио Ђеновљане на Истри, а 1381. године и одбранио Кјођу, па је постао њен подеста, а 1386. године прокуратор светог Марка. Република га је слала у посебне дипломатске мисије.

## Владавина
Иако арогантан и охол Микеле је 1. децембра 1400. године изабран за дужда.

### Сукоб са Ђеновом
На почетку његове његове владавине дошло је до новог сукоба са Ђеновом, која је тада била под Француском влашћу. Француски намесник у Ђенови Жан II ле Менговиј је у пролеће 1403. са 11 галија напао и опустошио сиријску обалу са Бејрутом. Тада су заробљени и опљачкани млетачки трговци. Као одговор на то 6. октобра Млечани су напали и поразили Жана на обали Мореје. У бици су заробљене 3 млатачке галије и 3 су уништене.
Разјарен Жан објављује рат Млечанима, али пошто је схватио да је много слабији од њих покушао је да склопи мир поклањањем својих поседа ако Микеле победи у витешком двобоју против њега. Микеле није пристао, а Жан је због тога утамничио и опљачкао млетачке трговце у Ђенови. Због тога се Микеле жалио Француском краљу, који је подржавао Жанове акције. После тога склопљен је мир и Француска је морала да плати 80.000 дуката, јер је опљачкала складишта у Бејруту.

### Освајање Вероне и Падове
3. септембра 1403. од куге је умро Ђан Галецо Висконти, војвода Милана и у војводству су уследиле трзавице. Ту кризу у војводству су суседи искористили. Франческо Новело, владар Падове и Караре се тада окренуо против свог бивших савезника, Млетачке републике и опсео је Виченцу, док је његов син Ђаком освојио Верону. Микеле је захтевао да се обуставе непријатељства, али овај је одбио и изасланика Харалда утамничио. После тога дошло је до савеза између Галецове удовице и Микелеа. Они су заједничким снагама опсели Падову и Верону. Млечани су тада окупирали градове Филтре и Белуно, док је Милано освојио Верону. Падова се храбро бранила, али Млечани су због куге и глади 18. новембра 1404. године освојили град. Од 4. јануара 1406. године град је био под потпуном Млетачком влашћу.
После тога савет десеторице је одржао суђење Франческовој породици и на крају су осуђени на смрт. 16. јануара Франческо је погубљен, а његови синови Ђаком и Франческо III за два дана. Та млетачка победа изазвала је поштовање свих државица северне Италије. За то време у Фиренци је био жив Франческов трећи и четври син Умрето и Марсилио. Млечани су тада именовали цену за њих двоје, да ће платити Фиренци 4 000 флотрина, ако их преда живе, а 3 000, ако их преда мртве. Фирентанци су добили нова, али Умберто и Марсилио су побегли. Старији Умберто је умро 1407. године, а млађи Марсилио је побегао у Милано, где је поштеђен и одакле је 1435. године кренуо за Падову да је ослободи, али је на путу заробљен и касније погубљен.
Тада су сви поседи државе Падове: Тревизо, Белуно, Виченца, Падова и Ровиго, односно цела марка Тревиза припала је Млечанима.

### Скадарски рат
Године 1403. Млечани су дали погубити Константина Балшића, владара Зете и Драча, који је сарађивао са Турцима. Балша III Балшић су после тога почели рат са њима и хтели су да поврате територије, које је Балшин отац предао Млечанима. Млечанима се 1404. године понудио град Котор, али они нису хтели да улазе у непријатљства са Сандаљем Хранићем, которским господаром, па су одбили да приме град. У јесен је дошао у Зету српски деспот да помогне Балши, али Млечани су освојили Будву, Бар и Улцињ. Сандаљ се због заузимања Будве удружио са Балшом. За Млечане су у Зети били Црнојевићи. На страни Балшића су биле албанске породице Дукаћини и Памалиоти. У јануару 1405. године избила је побуна против Млечана у Дривасту и Скадру. Млечани су тако изгубули Дриваст и околину Скадра, али је Балша касније поражен у лето је изгубио Дриваст. Године 1412. Балша је успео да поврати Бар, али је у новембу дошло до мира.

### Ситуација у Далмацији
Године 1404. водио се рат између Млечана и Шибеничана на једној страни и Угара и Дубровчана на другој страни. У тој борби млечани су поражени.

#### Пад Раба
У априлу 1408. Угатски краљ Жигмунд Луксембуршки је сишао до Ђакова да прегледа припреме за велику хришћанску офанзиву против Босне. Већ у мају је био у Босни и борио се у бици код Добора. Тек у септембру дошло је до главне борбе, где су Крсташи однели сјајну победу. После покоља и рушења градова цела Босна је пала већ до средине октобра.
После пада Босне, Жигмунд је одлучио да се најзад обрачуна са Млетачком републиком. Узео је под заштиту далматинске градове и без и мало муке освојио острво Раб. То је била одлучна победа Угарске. То је млетачког дужда Макела Стеноа ставило у ваома тежак положај. Тако да је морао да затражи помоћ Ладислава Напуљског.

#### Куповина Далмације и освајања у Далмацији
Кад је видео неуспех своје странке краљ Ладислав се одлучи да дигне руке од даље активности на овој страни и да своја „права“ уступи, односно прода, другима. Само је, да би истерао већу цену, почео живљу акцију са својом флотом. После дужих преговора он је 9. јула 1409. продао Млецима за 100.000 дуката своје поседе у Далмацији и своја права на ту земљу. Поред тога Ладислав је Микелу продао и своје поседе: Задар, Врану, Новиград и Паг, а Микел од Угара освојио Раб, Осор и Нин. Он је потом безуспешно напао Крк, а касније и опсео Шибеник.

### Угарско-млетачки рат (1410—1413) и смрт
Опсада Шибеника је у јесен 1410. године изазвала Угарско-млетачки рат. Сандаљ је у том сукобу био на млетачкој страни. У пролеће 1411. године Жигмунд је кренуо лично да се обрачуна са Микелом, али је у лето претрпео неколико пораза. Потом су почели преговори за мир, који је склопљен 1413. године. Република је после тог рата била истрошена.
Умро је 26. децембра 1413. године у Венецији, а сахрањен је у базилици Сан Ђовани е Паоло.